# Dibrivka, Novomîrhorod
Dibrivka (în ucraineană Дібрівка) este localitatea de reședință a comunei Dibrivka din raionul Novomîrhorod, regiunea Kirovohrad, Ucraina.

## Demografie
Componența lingvistică a localității Dibrivka
     Ucraineană (99,43%)
     Alte limbi (0,57%)
Conform recensământului din 2001, majoritatea populației localității Dibrivka era vorbitoare de ucraineană (99,43%), existând în minoritate și vorbitori de alte limbi.